# Sepuku
Sepuku (japonsko 切腹) (tudi harakiri; japonsko hara - trebuh + kiri - rez) je japonska oblika častnega samomora, ki je značilna za vojaške osebnosti (sprva samuraje, nato vojake).
Sepuku je bil bolj formalni izraz, v pogovorih so ga večinoma uporabljali samuraji, navadni Japonci pa so uporabljali izraz hara-kiri. Hara-kiri je tudi bolj poznan izraz za ta postopek.

Ritual sepuka, ki se izvrši ob smrti svojega gospodarja, je poznan kot oibara (追腹 ali 追い腹); postopek je podoben.

## Osnove sepukuja
Sepuku je bil ključni del bušida (kode samurajskih bojevnikov), ki so ga uporabili, da ne bi prišli v sovražnikove roke in da so zmanjšali svojo sramoto.
Samurajem so lahko ukazali tudi daimji (fevdalni gospodje), naj storijo sepuku. 
Pozneje osramočenim bojevnikom je bilo včasih dovoljeno storiti sepuku namesto, da bi bili usmrčeni na normalen način. Ker je bilo bistvo dejanja povrniti si ali ohraniti čast kot bojevnik, ni bil nikoli zahtevan tistim, ki niso pripadali v samurajski družbeni razred. Žene samurajev so lahko storile sepuku samo z dovoljenjem.
V njegovi knjigi The Samurai Way of Death, Samurai: The World of the Warrior (ch. 4), 

- Samurajev način smrti, Samuraj: Svet bojevnika (4. poglavje), Dr. Stephen Turnbull pravi;
Sepuku je bil po navadi izvršen s tantom. Lahko je potekal s pripravo in ritualom v zasebnosti posameznikove hiše ali pa hitro, na tihem mestu bojnega polja medtem, ko so posameznikovi tovariši držali sovražnika vstran. 
V svetu bojevnika je bil sepuku dejanje poguma in hrabrosti, vredno občudovanja v samuraju, ki je vedel, da je poražen, osramočen ali smrtno ranjen. Pomenilo je, da je lahko končal svoje dni s svojo napako ali prekrškom, izbrisanim in njegovo častjo, ne samo ohranjeno ampak tudi povzdignjeno.
S presekom trebuha je bil samurajev duh spuščen v najbolj dramatičnem stilu, ampak bil je zelo boleč in neprijeten način umreti in včasih je samuraj, ki je izvajal postopek prosil zvestega prijatelja ali tovariša naj mu odseka glavo v trenutku največje bolečine.

Včasih je bil želen sepuku daimjoja kot začetni postopek mirovnih pogajanj. To bi oslabilo premagan klan in preprečilo kakršenkoli upor.
Toyotomi Hideyoshi je uporabil ta pristop na več priložnostih, najbolj dramatičen je za vedno končal dinastijo daimyotov, ko je bil Hojo klan premagan pri Odawari leta 1590. Hideyoshi je vztrajal pri samomoru upokojenega daimyota Hojo Ujimasa in poslal njegovega sina (Ujinao) v izgnanstvo. Z enim zamahom meča je bila pokončan najmočnejša daimjo družina v vzhodni Japonski.

James Clavell v Šogunu pravi, da sepuku morda izvira kot manjše dveh zlob. Bušido namreč za razliko od evropske kode viteštva, ni prepovedovalo zlorabe zapornikov ali nemočnih ljudi. Zaradi tega razloga je samuraj lahko razumno pričakoval mučenje v primeru ujetništva in je zato bil celo pripravljen izvršiti samomor (to bi nakazovalo, da je bilo takrat na Japonskem mučenje nenavadno strašno, če je sepuku veljal za manjše zlo).

## Obred
Sčasoma je izvrševanje sepukuja začelo vključevat zelo podroben ritual. Samuraj se je okopal, oblekel v belo haljo, najedel svoje najljubše hrane in, ko je končal je bil tanto položen pred njega na pladnju. Ceremonialno oblečen s svojim mečem položenim pred njim in včasih sedeč na posebnem blagu, se bojevnik pripravi na svojo smrt tako, da napiše pesem smrti. S svojim spremljevalcem (kaishakunin, oz. njegov drugi) navzočim bi odprl svoj kimono, vzel tanto in si ga zapičil v trebuh ter naredil rez iz leve proti desni. Nato bi kaishakunin izvršil daki-kubi, rez, s katerim skoraj do konca obglavi bojevnika (malo tkiva se pusti, da glava ostane pritrjena na telo). Zaradi natančnosti zahtevane za tak manever je bil drugi po navadi izkušen mečevalec. Po navadi je bilo že vnaprej določeno med bojevnikoma, da bo kaishakunin zasekal takoj zatem, ko si bojevnik potisne nož v trebuh.
Ta zapleten ritual se je razvil za tem, ko je sepuku prenehal biti samo obred na bojiščih in postal tudi sodniška kazen (glej naslednji glavni naslov).
Drugi je bil po navadi, a ne zmeraj, prijatelj. Če se je poražen bojevnik boril zelo pogumno in častno, se je nasprotnik, ki je želel izkazati spoštovanje njegovemu pogumu, javil kot njegov drugi.
V Hagakure je Yamamoto Tsunemoto zapisal;
Že od davnih časov je bilo slabo znamenje med samuraji, če si bil zaprošen za kaishaku. Razlog v tem je, ker posameznik ne dobi nobene slave, če je delo dobro opravljeno. Vendar če bi spodrsnil pri nalogi bi ta oseba bila doživljenjsko osramočena.
Nekateri samuraji pa so se odločili za bolj zapleteno vrsto sepukuja, poznano kot jūmonji-giri (十文字切り – križni rez), pri katerem ni kaishakunina, da bi hitro končal samurajeve muke. Vključuje še drugi in bolj boleč vertikalen rez čez trebuh. Od samuraja, ki je izvajal jūmonji-giri, je bilo pričakovano, da bo prenašal svoje muke v tišini, dokler ne bo umrl od izgube krvi, umirajoč s svojimi rokami položenimi čez obraz.

## Sepuku kot smrtna kazen
Čeprav je prostovoljni sepuku, ki je opisan zgoraj najbolj poznana oblika in hkrati precej občudovana in idealizirana, je v praksi bila najbolj pogosta oblika prisilni sepuku, uporabljen kot vrsta smrtne kazni za osramočene samuraje, še posebej za tiste, ki so zagrešili resne zločine, kot so neizzvan umor, rop, korupcija ali izdaja. Samuraju so po navadi povedali zločin, katerega je bil obtožen in dano določeno količino časa, v katerem mora storiti sepuku, po navadi pred sončnim zahodom določenega dne. Če pa obtoženi ni bil pripravljen sodelovati, je bil prisiljeno zadržan ali pa je bila usmrtitev izvršena kar z obglavljenjem, obdržali pa so samo okrasje sepukuja. Celo kratek meč, položen pred obtoženega, je lahko bil zamenjan s pahljačo. Za razliko od prostovoljnega sepukuja, ni sepuku, izvršen kot smrtna kazen, nujno razrešil obtoženčeve družine sramote. Odvisno od storjenega zločina je bilo možno še zaseči do polovico lastnine pokojnega in družina je lahko izgubila družbeni položaj.

## Zahodna izkušnja
Prva zapisana izkušnja zahodnjakov s sepukum je bila leta 1868 in je poznana kot incident sakai. 15. februarja je enajst francoskih pomorščakov z ladje Dupleix vstopilo brez dovoljenja v mesto Sakai. Njihova prisotnost je povzročila paniko med prebivalci in varnostne sile so bile poslane, da bi vrnile pomorščake nazaj na njihovo ladjo. Vendar se je vnel pretep in vseh enajst pomorščakov je bilo ubitih. Zaradi protestiranja francoskega predstavnika jim je bilo plačano nadomestilo 15.000 jen in odgovorni so bili obsojeni na smrt. Francoski kapitan je bil prisoten, da je opazoval usmrtitve. Medtem, ko so samuraji pričell z obredom, je groteskni ritual kapitana tako pretresel, da je zahteval oprostitev in tako je bilo devetim samurajem prizanešeno življenje.
 Ta dogodek je bil dramatiziran v slavni kratki zgodbi; Sakai Jiken od Mori Ogai.

## Sepuku v sodobni Japonski
Sepuku kot sodniška kazen je bil uradno opuščen leta 1873, kmalu po restavraciji Meiji, ampak je bilo kljub temu še na ducate primerov prostovoljnega sepuka. 
- Leta 1895 je nekaj japonskih vojakov storilo samomor kot protest proti vračanju osvojenega ozemlja Kitajski.
- 1912 sta general Nogi Marasuke in njegova žena storila samomor ob smrti cesarja Meiji-a.
- Ob kocu II. svetovne vojne je veliko vojakov in civilistov rajši storilo samomor, kot pa se predalo.
- Leta 1970 sta slavni avtor Yukio Mishima in eden njegovih privržencev storila javni sepuku v general štabu japonskih obrambnih sil po neuspešnem poskusu prepričevanja obrambnih sil k državnemu udaru. Mishima je storil sepuku v pisarni generala Kanetoshi Mashita. Njegov kaishaku, 25-letni Masakatsu Morita, ga je trikrat neuspešno poskusil obglaviti, pri čem mu je na koncu odsekal glavo Hiroyasu Koga. Za njim še je Morita izvršil sepuku, tudi njegovo glavo je odsekal Koga.
- Leta 1999 si je Masaharu Nonaka, 58-letni uslužbenec japonskega podjetja Bridgestone, prerezal trebuh s sašimi nožem v znak protesta proti svoji prisilni upokojitvi. Pozneje je umrl v bolnišnici. Ta oblika samomora naj bi predstavljala težave sodobne japonske ekonomije.

## Znane osebnosti, ki so storile sepuku
- Saigō Takamori
- Minamoto no Yorimasa
- Minamoto no Yoshitsune
- Azai Nagamasa
- Oda Nobunaga
- Shibata Katsuie
- Yamanami Keisuke
- Hojo Ujimasa
- Sen no Rikyu
- Maresuke Nogi
- Anami Korechika
- Jukio Mišima
- Takijiro Onishi
- Emilio Salgari
- Isao Inokuma